# Nomada saltillo
Nomada saltillo är en biart som beskrevs av Broemeling 1988. Nomada saltillo ingår i släktet gökbin, och familjen långtungebin. Inga underarter finns listade i Catalogue of Life.